# اورلی (فیلم)
اورلی (انگلیسی: Everly) فیلمی در ژانر مهیج به کارگردانی جو لینچ است که در سال ۲۰۱۴ منتشر شد. از بازیگران آن می‌توان به سلما هایک اشاره کرد.